# Дигитални музеј у Нишу
Дигитални музеј у Нишу, као једна од сталних изложбених поставки Народног музеја у Нишу, реализована је 24. августа 2015. године у згради бившег турског арсенала у Нишкој тврђави.

## Историја
Пратећи, савремени тренд оснивања интерактивних модел музеја у Европи, код едукатора у Народном музеју Ниш, јавила се идеја да, у сарадњи са Електронским факултетом из Ниша, осмисле, организује и реализује савремени едукацијски програм музеја, уз помоћ информационих технологија. Тако је 24. августа 2015. године реализована прва поставка Дигиталног музеја у адаптираном простору турског арсенала у Нишкој тврђави.
Прву поставку Музеја реализовали су ентузијасти окупљени око овог пројекта из састава;
- Историјског архива Ниш
- Народног музеја Ниш
- Завода за заштиту споменика културе Ниш
- Идеа Маркера

## Смештај и положај
Дигитални музеј у Нишу смештен је у делу адаптираних тремова бившег турског арсенала у Нишкој тврђави који су коришћени за топове и радионице у којима су вршене поправке и израда ратне опреме. Арсенал, у коме се налази Музеј, данас је већим делом уметнички павиљон Галерије савремене ликовне уметности у Нишу. Са леве стране од улаза у Музеј је улаз у галерију, а са супротне стране продавница, ручно рађених предмета, сувенира и уметничких слика.
Музеј се налази у југозападном делу Нишке тврђаве уз главну пешачку стазу, која се пружа у правцу север—југ. Удаљен је 50 метара северно од Стамбол капије, главног улаза у ову древну фортификацију, и 50 метара источно од Београдске капије.
Окружен је: бројним културним садржајима и археолошким ископинама који у континуитету од око два миленијума говоре постојању древне тврђаве на овом простору и угоститељским објектима као туристичких садржајима савременог доба, на простору античких терми, испред арсенала. На педесетак метара североисточно од њега је уметничке галерија Салон 77, а источно летња позорница на којој се традиционално одржавају бројне културне манифестације.
У непосредном суседству је централно језгро града, на левој обали реке Нишаве, са којим је Музеј комуникацијски повезан мостом преко Нишаве.

## Намена
Намена музеја је да се уклопи у савремени тренд оснивања интерактивних модел музеја који све више узима маха у Европи, и да на тај начин културну баштину Ниша на нов начин, уз помоћ информационих технологија (3Д анимација и апликација, слика и тонова) приближи сваком посетиоцу.

## Поставка
Поставка Дигиталноиг музеја у Нишу настоји да кроз тродимензионалну анимацију приказује део историјског и културног наслеђа града Ниша и његову вишевековну историју, почев од неолита, преко античког Наисуса, средњевековног Ниша, Ниша с почетка 20. века века и периода када је о. био војна престоница Србије у првим годинама Првог светског рата.
Ова музејска поставка реализована је уз помоћ Министарства образовања науке и технолошког развоја и представља плод сарадње између кустоса Народног музеја и Електронског факултета из Ниша.
Постављање дигиталног музеја у уметничком павиљону у тврђави биће повремено допуњена, јер Народни музеј у Нишу располаже великим бројем историјских споменика и експоната које на овакав начин треба приказати.

## Обнова и нова поставка музеја
Након краћег прекида у раду музеј је обновљен и свечано поново отворен за посетиоце од 1. септембра 2020. године, са новом осавремењеном поставком, која је „повезана временском линијом која се протеже кроз све три просторије Павиљона, а на којој су приказани важни догађаји из историје Ниша од праисторије до 1918. године.”
Нова поставка дигиталног музеја се састоји из три тематске целине просторно организоване у три просторије павиљона у Нишкој тврђави. Целине се односе на:
- праисторију Ниша
- римски период,
- Ниш у турско доба,
- Ниш – ратна престоница 1914-1915.[2]

У оквиру поставке дигиталног музеја приказане су: 
- 3Д реконструкција Медијане,
- реконструкција кућа из турског доба,
- реконструкција Сахат-куле у Нишкој тврђави.
- пројекције везана за бој на Чегру и Ћеле-кулу,
- дигитализована документација различитих докумената, фотографија и новинских чланака из Првог светског рата.[2]

- Изглед музеја након обнове 2020
- Улаз у музеј
- Део турског арсенала у чијим нишама је смештен музеј
- Прочеље музеја

## Радно време
Радно време Дигитални музеј у Нишу је:
- Уторак – субота: од 16 до 21 часова
- Понедељак и надеља: затворено.
- Улаз у музеј је бесплатан.